# Willem van Dragt
Willem van Dragt (27 januari 1925 - 26 juni 2002) was onder andere wethouder en locoburgemeester in Enschede en voorzitter van de Twenteraad. Van Dragt was lid van de Partij van de Arbeid.

## Leven en werk
Van Dragt werd geboren als enige zoon van Hermannus (Mans) van Dragt en Johanna (Hanna) ten Thij. Hij groeide op op het boerenbedrijf van zijn vader en nam dat na verloop van tijd over.
Van Dragt had altijd al belangstelling voor besturen op lokaal niveau. Zo was hij onder andere medeoprichter van Stawel (de Stichting Agrarisch Welzijn). Hij was vanaf het begin lid en uiteindelijk voorzitter van de Twenteraad (1969-1977). Van Dragt was nauw betrokken bij diverse activiteiten rondom Enschede. Van Dragt was 12 jaar wethouder van de gemeente Enschede, onder andere van ruimtelijke ordening en trad ook op als locoburgemeester. Tijdens zijn wethouderschap en onder zijn verantwoordelijkheid werd de binnenstad van Enschede het voetgangersgebied zoals dat nu nog steeds bestaat. Van Dragt was na zijn pensionering voorzitter van de Stichting Agrarisch Landschapsbeheer Eschmarke (Stalesch), een door plaatselijke boeren opgerichte stichting voor het beheer van de aangelegde natuurelementen in verband met de aanleg van een deel van Rijksweg 35 en van de Oostweg in 1991.